# Список умерших в 1128 году

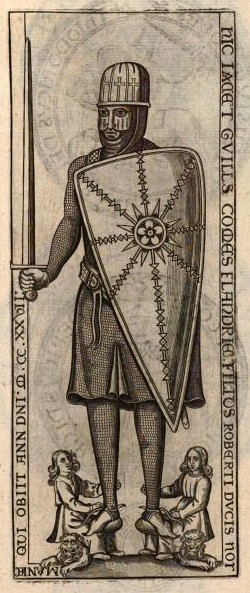
Вильгельм Клитон

Борис Всеславич

В этой статье представлен список известных людей, умерших в 1128 году.
См. также: Категория:Умершие в 1128 году

## Февраль
- 12 февраля — Тугтегин — первый буридский правитель Дамаска (1104—1128)

## Апрель
- 16 апреля — Иван Всеволодович — княжич, сын новгородского князя Всеволода Мстиславича; возможный новгородский князь в отсутствие отца в 1125—1127 годах.

## Июль
- 28 июля — Вильгельм Клитон — граф Фландрии (1027—1028), претендент на престол Англии и Нормандии. Погиб в сражении.
- Гармон Пикиньи — католический патриарх Иерусалима (1119—1128)

## Август
- 10 августа — Фудзивара но Киюхиро[англ.] — японский самурай, основатель династии Северных Фудзивара, которые управляли северной Японией (ок. 1100—1189)

## Сентябрь
- 8 сентября — Ранульф Фламбард — главный советник английского короля Вильгельма II, епископ Дарема (1099—1128)
- Сансеверино, Росимано — кардинал-дьякон Сан-Джорджио-ин-Велабро с 1106 года, ректор (правитель) папской области Беневенто с 1120 года

## Ноябрь
- 28 ноября — Джоффруа Бретанский[англ.] — архиепископ Руана (1111—1128)

## Декабрь
- 4 декабря — Генрих II фон Штаде — маркграф Северной марки (с 1115).
- 15 декабря — Фулько I д’Эсте — маркграф Милана, родоначальник итальянской ветви рода д’Эсте, сын Альберто Аццо II д’Эсте и Гарсенды Мэнской.

## Дата неизвестна или требует уточнения
- Абу Ибрахим ибн Барун[англ.] — еврейский филолог
- Ален I де Роган — виконт де Пороэт-Кастельноэ (Шатонуа), первый виконт де Роган.
- Альберон I Лувенский[англ.] — князь-епископ Льежа (1123—1128)
- Вармунд — патриарх Иерусалима (1118—1128).
- Завид Дмитрович — новгородский посадник (1128)
- Илия — Полоцкий епископ.
- Капизуччи, Джан-Роберто — Кардинал-священник церкви Святого Климента (1088—1128}
- Константин I Торрес — правитель Логодоро (на Сардинии) (ок. 1112—1128)
- Борис Всеславич — князь полоцкий (? — 1128), основатель Борисова
- Матильда Фицрой — внебрачная дочь короля Англии Генриха I.
- Рогволод Всеславич — князь Полоцкий, сын Всеслава Брячиславича, князя Полоцкого.
- Ростислав Володаревич — князь звенигородский (1092—1124), князь перемышльский (1124—1128)
- Тяньцзо-ди — последний император государства киданей Ляо (1101—1125). Умер в плену у чжурчжэней.
- Хун Цзяофань — китайский поэт, буддийский монах.